# Южен Уебър
Южен Уебър (на английски: South Weber) е град в окръг Дейвис, щата Юта, САЩ. Южен Уебър е с население от 4260 жители (2000) и обща площ от 12 km². Намира се на 1375 m надморска височина.